# Нормативи інвестування
Нормативи інвестування — економічні нормативи, що встановлюються з метою забезпечення контролю за інвестиційною діяльністю банків, у тому числі за прямими інвестиціями.

З метою забезпечення контролю за прямими інвестиціями банків та обмеження можливих втрат із інвестицій НБУ в рамках економічних нормативів діяльності банків встановлює нормативи інвестування, які складаються з нормативів інвестування в цінні папери за кожною установою (Н11) та загальної суми інвестування (Н12). Прямі інвестиції банків визначаються як внесення ними власних коштів або майна до статутного фонду юридичної особи в обмін на корпоративні права, які емітуються банками. При цьому до розрахунку нормативів інвестування не включаються суми наступних акцій та інших цінних паперів, придбаних банком 
1. у зв’язку з реалізацією права заставодержателя, та за умови, що банк не утримує їх більше одного року;
2. з метою створення фінансової холдингової групи, за умови, що емітентом придбаних акцій є інший банк;
3. у результаті андеррайтингу, за умови, що придбані цінні папери перебувають у власності банку не більше одного року;
4. за рахунок та від імені своїх клієнтів.

Норматив інвестування в цінні папери за кожною установою (Н11) визначається як співвідношення розміру інвестицій на придбання акцій / паїв тощо окремо за кожною установою до регулятивного капіталу банку, яке не повинно перевищувати 15 % (див. формулу 1). При цьому, знаменник лівої сторони формули 1 складається із акцій та інших цінних паперів з нефіксованим прибутком, що випущені установою, у портфелях банку на продаж та торгівлі, а також із вкладень в асоційовані та дочірні установи. Чисельник – із регулятивного капіталу, суми вкладень у цінні папери, що випущені банкам, в портфелі банку на продаж та інвестиції і суми вкладень у статутні фонди установ, на суму яких зменшено регулятивний капітал. 
```
    Інвестиції на придбання акцій будь-якої юридичної особи
   --------------------------------------------------------- ≤ 15 %     (1)
                      регулятивний капітал
```

Норматив загальної суми інвестування (Н12) визначається як співвідношення суми коштів, що інвестуються на придбання акцій, паїв, часток тощо будь-якої юридичної особи до регулятивного капіталу банку. При цьому, склад лівої частини формули 2 визначається аналогічно до формули 1 за винятком, що в чисельнику охоплюються сума усіх інвестицій банку на придбання корпоративних прав будь-якої юридичної особи. Нормативне значення Н12 не має перевищувати 60 %. На початку 2009 року значення Н11 досягло лише 0,22 %, а Н12 – 5,52 %.
```
    Сума усіх інвестицій на придбання акцій будь-якої юридичної особи
   ------------------------------------------------------------------- ≤ 60 %  (2)
                         регулятивний капітал
```